# Fair-Haired Child
"Fair Haired Child" és el novè episodi de la primera temporada de Masters of Horror. Va aparèixer originalment a Amèrica del Nord el 6 de gener de 2006. Una pària de 15 anys anomenada Tara és segrestat per una parella estranya i tancada en un soterrani amb el seu fill que té un secret fosc.

## Trama
La Tara (Lindsay Pulsipher), tot i que una adolescent bonica i talentosa, no li agrada a la seva escola i no té amics. Un dia, en tornar a casa, és segrestada i drogada. Es desperta en una mansió en companyia d'una dona vestida d'infermera i intenta contactar amb la seva mare per telèfon, però aquesta sembla estranyament impertorbada per la difícil situació de la seva filla. Després que la trucada es desconnecti, la "infermera" comença a fer preguntes personalment invasives, com si la Tara s'ha batejat o si alguna vegada ha tingut relacions sexuals a la seva vida.
Després que la Tara s'adoni que l'han portat lluny de casa i intenta fugir, la "infermera" (Lori Petty) i el seu company masculí (William Samples) la tanquen al soterrani, on la Tara troba un noi jove (Jesse Haddock) penjat d'un llaç, a prop de la mort. Ella el salva i els dos formen un vincle. El nen, Johnny, és dolç i amable, però no pot parlar; s'ha de comunicar escrivint a la pols. Amb l'ajuda de Johnny, la Tara descobreix advertiments críptics a les parets, com ara "Compte amb el nen de cabell robí!" Els dos descobreixen una habitació amb nombroses motxilles i una banyera sagnant, demostrant que no són les primeres víctimes.
Johnny comença a experimentar una transformació d'un nen normal a una horrible criatura demoníaca, el "Nen de pèl ros" (Walter Phelan). Espantada, la Tara s'amaga de la criatura fins que torna a convertir-se en Johnny. Es revela que fa dotze anys, Johnny va morir ofegant-se en el seu quinze aniversari en un estany prop de la mansió. Desesperats per la pèrdua del seu fill, els pares de Johnny (els segrestadors) van fer un tracte amb un dimoni i van realitzar un ritual que els implicava oferir el sacrifici d'un adolescent verge (del mateix grup d'edat que Johnny en el moment de la mort) per any fins a assolir la quota de dotze. La Tara és l'última abans que Johnny torni a ser humà, però Johnny està esquinçat per la seva culpa per aquests sacrificis i també s'ha preocupat profundament per la Tara. Quan comença a transformar-se de nou, en lloc de retirar-se, la Tara l'abraça fins que el "Nen Ros" emergeix i la mata.
Després, els pares de Johnny baixen al soterrani per trobar el cadàver de la Tara cobert en un vell diari, amb les paraules "Et perdono, Johnny", escrites a la seva sang. Aleshores, la parella realitza feliçment l'etapa final del ritual, transformant Johnny al seu jo humà. Més tard, mentre passen una estona junts, Johnny parla per primera vegada, informant als seus pares que, com a represàlia per la mort de Tara, ha arribat a un nou acord amb el dimoni: en comptes de necessitar dotze ànimes per fer una resurrecció, ha aconseguit per reduir-lo a dos, i no han de ser adolescents verges. Mentre Johnny somriu sàdicament, la Tara apareix com un "nen de cabells clars" i mata els seus pares.
Més tard, la Tara, viva i sana, es va despertar dins de la mansió amb un embenat al braç. Johnny informa que li va injectar un medicament per fer-la oblidar temporalment el que havia passat i poc després, recuperarà la seva memòria passada, incloent "algunes coses no boniques". Els dos es presenten de nou mentre ell la porta a passejar pel pati del darrere de la mansió cap a l'estany, passant per davant de les tombes dels pares de Johnny al jardí.

## Repartiment
- Lori Petty - Judith
- William Samples - Anton
- Lindsay Pulsipher - Tara
- Jesse Haddock - Johnny